# Крицкий, Павел Митрофанович
Па́вел Митрофа́нович Кри́цкий (укр. Павло́ Митрофа́нович Кри́цький; 3 [15] ноября 1868, Малая Девица, Малодевицкой волости Прилукского уезда Полтавской губернии — 17 декабря 1945, Прага) — русский и украинский военный деятель, военный электротехник и авиатор, подполковник РИА (1909), полковник армии УНР (1921).

## Биография
Родился в селе Малая Девица, ныне — Прилукского района Черниговской области Украины, в семье потомственных дворян рода Крицких, — сын губернского секретаря Митрофана Павловича Крицкого и его законной жены Марии Фёдоровны. Православного вероисповедания.
В 1888 году окончил гимназию в Прилуках.

### Служба в Русской императорской армии
На действительную военную службу поступил 04.09.1891 в 117-й пехотный Ярославский полк рядовым на правах вольноопределяющегося 2-го разряда. В 1892 году поступил юнкером в Московское пехотное юнкерское училище, полный курс наук в котором окончил по 1-му разряду и 04.08.1893 был произведен в подпоручики (со старшинством с 04.08.1892), с переводом в 34-й пехотный Севский полк и с прикомандированием к расквартированному в Киеве 7-му сапёрному батальону инженерных войск.
В 1896 году обучался в Санкт-Петербурге в Офицерском електротехническом классе Электротехнической военной школы, полный курс которого закончил по 1-му разряду, получив квалификацию «военный электротехник».
С 1 августа 1897 года — поручик (со старшинством с 04.08.1896), с 1 августа 1901 года — штабс-капитан (со старшинством с 04.08.1900).
Участник похода в Китай в 1900—1901 годах в составе 7-го сапёрного батальона, откомандированного в Маньчжурию, в состав войск Приморского военного округа.
В ноябре 1901 года штабс-капитан Павел Крицкий был переведен на службу в Учебный воздухоплавательный парк (Санкт-Петербург), где прошёл обучение в Офицерском классе Учебного воздухоплавательного парка, окончив его по 1-му разряду. Освоил приёмы управления воздушными шарами и способы применения их в целях воздушной разведки и корректировки огня артиллерии.
Участник русско-японской войны 1904—1905 годов в составе 1-го Восточно-Сибирского сапёрного батальона. Участвовал в боях на реке Шахе, в Мукденском сражении. В октябре 1904 года произведен в капитаны.
В апреле 1906 года преведен во 2-й Восточно-Сибирский полевой воздухоплавательный батальон. В мае 1908 года капитан Крицкий назначен командующим Владивостокской крепостной воздухоплавательной ротой. С 1 октября 1909 года — подполковник; в июле 1910 года назначен командующим Сибирским воздухоплавательным батальоном, расквартированном в селе Спасское.
С 20 апреля 1914 года — командующий 4-й авиационной ротой Императорского военно-воздушного флота (город Лида), обеспечивающей материально-техническое снабжение авиации Виленского военного округа.
Участник Первой мировой войны.
 В начале войны командовал 4-й авиационной ротой. С 21 марта 1915 года — командир Новогеоргиевской крепостной воздухоплавательной роты. 7 августа 1915 года, в составе гарнизона обложенной и сдавшейся немцам Новогеоргиевской крепости, попал в плен и находился там до конца февраля 1918 года (по другим данным — до октября 1918 года).

### Служба в украинской армии
В 1918 году поступил на службу в армию Украинской державы гетмана Скоропадского. С 20 октября 1918 года — помощник начальника воздухоплавательного отряда. С 12 ноября 1918 года — начальник отдела Воздухоплавательного управления Главного инженерного управления Военного министерства Украинской державы.
С 15 декабря 1918 года — временно исполняющий должность инспектора воздухоплавания Воздушного флота УНР. С 15 января 1919 года — инспектор воздухоплавания армии УНР.
6 ноября 1919 года, после расформирования инспекции, переведен на службу в зарубежный отдел Генерального штаба действующей армии УНР.
С 10 января 1920 года — штаб-офицер ( (укр.) була́вний старши́на) для поручений при командующем 4-й стрелковой бригады армии УНР.
Участник советско-польской войны 1919—1921 годов на стороне поляков в составе армии УНР.
 С 24 апреля 1920 года — в офицерском резерве 2-й запасной бригады, затем — на службе в Военно-техническом управлении Военного министерства УНР.
С 9 ноября 1920 года — начальник штаба Технических войск армии УНР.
После тяжëлых боёв с частями Красной армии, армия УНР в ноябре 1920 года потерпела поражение и вынуждена была отступить на запад, на польскую территорию. Перейдя реку Збруч (приток Днестра), армия УНР, по условиям польско-советского перемирия, была интернирована поляками.

### В эмиграции
В 1921—1922 годах преподавал фортификацию, инженерное и взрывное дело в Сводном юнкерском училище интернированной армии УНР. Одновременно в 1922—1923 годах принимал участие в восстановлении Индо-Европейского телеграфа на территории Польши. В 1921 году произведен в полковники армии УНР.
Весной 1924 года переехал во Львов (в то время — территория Польской республики), работал инженером-электротехником.
В 1925 году перебрался в Чехию (в Прагу), где с ноября 1925 года работал в Украинском высшем педагогическом институте (открытом украинскими эмигрантами при поддержке правительства Чехословакии), на кафедре физики штатным ассистентом-лаборантом.
С 1933 года, после ликвидации института,  жил в одиночестве в пригородном селе Велька-Хухле (ныне — в составе 5-го административного округа Праги), изредка навещаем молодёжью и сослуживцами из числа эмигрантов бывшей Российской империи украинского происхождения.
Умер в пражской больнице на 78-м году жизни, в ночь на 17 декабря 1945 года. Похоронен на Ольшанском кладбище Праги.

## Награды
Ордена:
- Святого Станислава 3-й степени (ВП от 06.12.1901, стр. 61)
- Святой Анны 3-й степени (ВП от 11.12.1905, стр. 18)
- Святой Анны 4-й степени с надписью «За храбрость» (ВП от 30.04.1906, стр. 7)
- Святого Станислава 2-й степени с мечами (ВП от 25?.04.1907)
- Святой Анны 2-й степени (ВП от 25?.04.1907, стр. 10)
- Святого Владимира 4-й степени — «За отлично-усердную службу и труды, понесённые во время военных действий» (ВП от 23.03.1915 [9])

Медали:
- серебряная «В память царствования императора Александра III» (1896)
- серебряная «За поход в Китай» (1901)
- светло-бронзовая «В память русско-японской войны» (1907)
- светло-бронзовая «В память 300-летия царствования дома Романовых» (1913)

Знаки отличия УНР:
- Крест Симона Петлюры (в конце 1930-х годов)

## Семья
- На 1913 год – холост.
- Родные братья и сёстры: Леонид, Борис, Елизавета, Александра, Ольга, Евгения.
- Его сестра, Ольга Митрофановна Крицкая, была замужем за математиком Г. Ф. Вороным[10].

## Память
- Павел Митрофанович Крицкий считается отцом украинской авиаразведки[11].